# Chinweizu
Chinweizu Ibekwe, conocido simplemente como Chinweizu (Eluoma, estado de Abia, 26 de marzo de 1943), es un crítico, ensayista, poeta y periodista de origen nigeriano. Mientras estudiaba en los Estados Unidos durante el movimiento Black Power, fue influido por la filosofía del Black Arts Movement. Se lo asocia normalmente con el orientalismo negro y supo emerger como una de las figuras centrales del periodismo nigeriano, escribiendo para una influyente columna en The Guardian de Lagos.

## Origen y educación
Chinweizu nació en 1943 en la ciudad de Eluoma, en Isuikwuato en la parte de la región oriental de Nigeria que es conocida hoy en día como el Estado de Abia. Recibió su educación en la escuela secundaria gubernamental "Afikpo" y luego prosiguió sus estudios universitarios en el Massachusetts Institute of Technology (MIT), donde estudió filosofía y matemática, alcanzando el título de Bachelor of Science (BSc) en 1967, el año de estallido de la guerra civil en Nigeria, la cual duró dos años y medio. Hallándose en ese momento residiendo en Cambridge, en Massachusetts, Chinweizu fundó y editó la revista Biafra Review (1969-1970).
Se inscribió en un programa de doctorado (PhD) en la State University de Nueva York (SUNY), en Buffalo, bajo la supervisión del politólogo Claude E. Welch Jr. Chinweizu tuvo aparentemente un desacuerdo con su comité de disertación y se marchó con su manuscrito, el cual consiguió publicar como The West and the Rest of Us: White Predators, Black Slavers, and the African Elite (en español: "El Occidente y el resto de nosotros: depredadores blancos, esclavistas negros y la élite africana") a través de la casa editorial Random House en 1975. Un año después de su publicación llevó el libro a SUNY, donde demandó su título de doctorado e inmediatamente le fue provisto. De esta manera, la publicación resolvió a su favor su anterior desacuerdo con sus tutores.

## Enseñanza
Chinweizu comenzó su labor académica dando clases en el extranjero, en el MIT y en la San Jose State University. Había regresado a Nigeria en los tempranos años ochenta, trabajando a lo largo de los años como columnista para distintos diarios y también trabajando para promover el orientalismo negro en el panafricanismo. En Nigeria se convirtió en crítico literario, atacando lo que él veía como el elitismo de algunos autores nigerianos, particularmente Wole Soyinka y fue editor de la revista literaria nigeriana "Okike". Su intervención notable sobre este punto vino en la forma del ensayo "The Decolonization of African Literature", luego expandido en el libro "Toward the Decolonization of African Literature" (1983), al que Soyinka respondería con el ensayo titulado "Neo-Tarzanism: The Poetics of Pseudo-Transition". Los otros trabajos de Chinweizu incluyen "Anatomy of Female Power", donde discute las relaciones de género.
Chinweizu ha sostenido que la colonización árabe y la islamización de África no se diferencia del imperialismo europeo. Las conquistas violentas, las conversiones forzosas y la esclavitud perpetrada por los cristianos europeos fueron también llevadas a cabo por musulmanes árabes. De hecho, la colonización y esclavización de África por parte de los árabes comenzó antes de la llegada de los europeos y continúa hasta el día de hoy en Sudán, Mauritania y otros países de la región de Sahel. Publicó recientemente un compendio comparativo que muestra la historia paralela de las atrocidades europeas y árabes contra los africanos nativos. Además ha sido crítico de la ilusión popular de que el islam está libre de esclavitud y racismo. El islam y la cultura árabe son fuerzas invasoras extranjeras tanto como lo son el cristianismo y la cultura europea.